# Lumpy Gravy
Lumpy Gravy ist ein Musikalbum von Frank Zappa, sein erstes Soloalbum. Es erschien 1968 auf dem Verve-Label und wird dem Progressive-Rock-Genre zugerechnet, enthält aber auch zahlreiche orchestrale Elemente der Neuen Musik.

## Bedeutung
Nach drei Alben mit den Mothers of Invention ist Lumpy Gravy das erste Soloalbum Frank Zappas. Es wurde im Februar 1967 fertiggestellt, aber erst 15 Monate später wegen vertragsrechtlicher Konflikte noch nach dem später aufgenommenen Album We’re Only in It for the Money veröffentlicht. Der Albumtitel geht, wie Zappa in einem Interview mit dem Magazin Melody Maker erzählte, auf einen Fernseh-Werbespot für eine Instantsoße der Marke „Aloma Linda Gravy Quick“ zurück. Im selben Interview sagte Zappa, Capitol-Records-Produzent Nick Venet habe ihm die Möglichkeit eröffnet, für ein 40-köpfiges Orchester zu komponieren – seine erste Chance, eine professionelle Aufnahme seiner Orchesterstücke zu erhalten. Schließlich habe ein 13 Monate dauernder Rechtsstreit mit seiner Plattenfirma Verve die Veröffentlichung verzögert.
Getragen wird Lumpy Gravy zum einen von den Chor-Passagen, bei denen es sich um nicht gesungene Dialoge handelt. Dafür steckten die Sprecher ihren Kopf in einen geöffneten Steinway-Flügel, bei dem das Fortepedal durch einen Sandsack beschwert worden war. Die dann gesprochenen Texte, die die ungedämpften Saiten des Flügels anregten, wurden dabei aufgezeichnet. Dabei folgten die improvisierten Gespräche einer von Zappa vorgegebenen thematischen Richtschnur. Diese Vokalteile wurden durch zumeist nicht vollständig ausgespielte Musikstücke unterschiedlicher Art verbunden und verschmolzen aus Zappas Sicht zu einer kompositorischen Einheit. Er sagte: „Das Ganze ist mehr ein Erlebnis als eine Ansammlung von Melodien.“
Bei den instrumentalen Versatzstücken handelt es sich um das wie eine Western-Filmmusik klingende Stück Duodenum (alias Theme From Lumpy Gravy, alias Bwana Dik), dessen Titel an eine Begebenheit im Leben des jungen Zappa erinnert: Nach einem Zusammenbruch wegen eines Zwölffingerdarmgeschwürs hatte er zu seinen Eltern zurückziehen müssen. Die Einleitung zu Oh No stammt aus der von Zappa komponierten Filmmusik für das B-Movie The World’s Greatest Sinner, das melodiöse „Oh No“ selbst ist eines von Zappas Lieblingsstücken. Es wurde später ebenso wie das jazzig anmutende Stück „King Kong“ vom Album Uncle Meat häufig live gespielt. Take Your Clothes Off When You Dance ist die Instrumentalversion des gleichnamigen und fast gleichzeitig erschienenen Songs vom Album We’re Only in It for the Money. Bis auf King Kong datieren alle Kompositionen auf die Zeit vor den Mothers of Invention. Die gesprochenen und gespielten Teile sind durchsetzt mit einer Vielzahl zusammengeschnittener elektronischer Verfremdungen, angefangen von Tonspuren im Zeitraffer- oder Zeitlupentempo über intensive Stereoeffekte bis hin zu mal subtilen, mal derben Geräuschcollagen.
Zappa betonte den inneren Zusammenhang, der zwischen dem in New York aufgenommenen Material der Alben We’re Only in It for the Money, Lumpy Gravy, Uncle Meat und Cruising with Ruben & the Jets besteht: „Wenn ich sämtliche Masterbänder hätte und sie mit einer Rasierklinge auseinander schneiden und neu montieren würde, würde das wieder ein komplettes Stück hörenswerter Musik ergeben. Und auch das könnte ich mit der Rasierklinge wieder zerschneiden und wieder anders zusammensetzen, und es würde immer noch Sinn ergeben. Und das ungefähr 20 Mal.“ Zappa bezeichnete seine Arbeitsweise als „Projekt/Objekt“. Hinter diesem Konzept stand nicht nur die Vorstellung, dass jedes einzelne Vorhaben (Projekt) Bestandteil eines größeren Ganzen (Objekt) sei, sondern auch die von Zappa „conceptual continuity“ genannte Idee, dass sich schon bekannte Elemente durch Hinzufügen neuer Komponenten selbst veränderten.

## Rezeption
In der professionellen Kritik schnitt Lumpy Gravy eher schlecht ab. Zappa-Biograph Barry Miles urteilte noch zurückhaltend: „Es gilt als das experimentellste Album Zappas.“ Rolling-Stone-Autor Jim Miller wurde schon deutlicher. Er hielt das musikalische Gefüge für „überraschend konventionell und sogar langweilig“; das Album sei ein „eigenwilliger musikalischer Faux Pas, der allein deshalb schon hörenswert ist“. Der deutsche Rockjournalist Carl-Ludwig Reichert bezeichnete Lumpy Gravy als ein „höchst skurriles Instrumentalwerk“. Sein Kollege Volker Rebell sah „einen schillernden Kosmos aus verschiedenartigsten Musikpartikeln und Fragmenten“, bei dem man den Eindruck habe, ein „musikalischer Zettelkasten“ sei da ausgekippt worden. Für Rebell strahlte das Album „eine klinisch sterile Kälte“ aus. Der Musikkritiker Ben Watson verglich das Album mit Werken des Musique-concrète-Komponisten Luc Ferrari.

## Veröffentlichungen
Das Album Lumpy Gravy ist in mehreren, sich unterscheidenden Varianten veröffentlicht worden. Der folgende Überblick verdeutlicht wesentliche Unterscheidungsmerkmale.
- Die bei Capitol Records noch vor Beendigung des Streits um die Veröffentlichungsrechte in geringer Stückzahl erschienene 8-Track-Tonbandcassette ist wahrscheinlich eine der seltensten Zappa-Veröffentlichungen überhaupt. Anders als alle weiteren Lumpy-Gravy-Versionen enthält sie ausschließlich Orchestermusik (davon einige Minuten, die auf den anderen Albumversionen nicht zu finden sind), während die Chorpassagen und die von der Band gespielten Elemente fehlen. Außerdem haben die Stücke andere Namen:

1. Sink Trap (3:12)
2. Gum Joy (2:36)
3. Up and Down (1:48)
4. Local Butcher (3:50)
5. Gypsy Airs (1:41)
6. Hunchy Punchy (1:39)
7. Foamy Soaky (1:10)
8. Let’s Eat Out (2:07)
9. Teenage Grand Finale (4:54)[14]

- Die Original-LP erschien im Mai 1968 sowohl in einer Stereo- als auch in einer Monoversion auf dem US-Markt, ab Oktober 1968 ebenfalls in Stereo- und Mono-Versionen außerhalb der Vereinigten Staaten.
- LP-Wiederveröffentlichungen erschienen 1972 in Großbritannien sowie 1973 in Kanada.
- In den Niederlanden erschien 1975 auf Metro Records unter dem Titel „Superstarshine Volume 26: Frank Zappa“ eine LP-Wiederveröffentlichung, die sich außerdem im Cover vom Original unterschied.
- Mitte der 1970er Jahre war die LP auf dem Markt kaum verfügbar, was Schwarzkopierer veranlasste, das Album als „Faksimile Bootleg“ zu veröffentlichen. Diese Bootlegs unterscheiden sich durch die etwas schlechtere Tonqualität und den etwas unschärferen Druck des Covers von der Original-LP.
- Eine weitere LP-Wiederveröffentlichung fand sich in der 1985 von Barking Pumpkin Records herausgebrachten Kompilation The Old Masters Box One.
- Die erste CD-Veröffentlichung – Lumpy Gravy und We’re Only in It for the Money erschienen gemeinsam auf einem Tonträger – wurde 1986 auf Rykodisc (USA) sowie mit zwei Jahren Verzögerung auf Zappa Records (Europa) sowie auf VACK (Japan) herausgebracht.
- Weitere CD-Versionen – dieses Mal mit Indexmarkern für die einzelnen Stücke – wurden 1995 auf Rykodisc und VACK veröffentlicht.
- 2001 erschien in Japan auf Rykodisc/VACK eine weitere CD-Variante mit einem Papp-Cover.[15]

## Erfolge
Obwohl das Material sich für die Ohren gewöhnlicher Popmusikkonsumenten als „schwer verdaulich“ erwies, kletterte Lumpy Gravy in den US-Charts noch auf den 159. Platz. Mit dazu beigetragen haben dürfte der Erfolg des nur wenige Wochen zuvor erschienenen Mothers-Album We’re Only in It for the Money.

## Personal

### The Abnuceals Emuukha Electric Symphony Orchestra & Chorus
- Dirigent: Sid Sharp
- Klavier, Celesta, Cembalo: Paul Smith, Mike Lang, Lincoln Mayorga, Pete Jolly.
- Schlagzeug: Johnny Guerin, Frankie Capp, Shelly Manne.
- Perkussion: Emil Richards, Gene Estes, Alan Estes, Victor Feldman, Kenneth Watson, Thomas Poole.
- Holzblasinstrumente: Ted Nash, Jules Jacob, John Rotella, Bunk Gardner, Don Christlieb, Gene Cipriano.
- Horn: Arthur Maebe, Vincent De Rosa, Richard Perissi, Arthur E. Briegleb, David A. Duke, George F. Price.
- Trompete: Jimmy Zito.
- Posaune: Kenneth Shroyer, Lew McCreary.
- Gitarre: Jim Haynes, Tommy Tedesco, Tony Rizzi, Al Viola, Dennis Budimir.
- Geige: Sid Sharp, Alexander Koltun, Tibor Zelig, Ralph Schaeffer, Bernard Kundell, William Kurasch, James Getzoff, Arnold Belnick, Leonard Malarsky, Harold Ayres, Jerome J. Reisler.
- Bratsche: Phillip Goldberg, Leonard Selic, Harry Hyams, Joseph DiFiore.
- Cello: Jerome A. Kessler, Raymond J. Kelley, Joseph Saxon, Jesse Ehrlich, Harold G. Bemko.
- Bass: Bob West, John Balkin, Jimmy Bond, Lyle Ritz, Chuck Berghofer.
- Chor: Louie Cuneo, Ronnie Williams, Dick Barber, Roy Estrada, Spider Barbour, Jim „Motorhead“ Sherwood, Gilly Townley, Maxine, Becky, John Kilgore, John Townley, Cal Schenkel, Gail Zappa, Larry Fanoga, Monica Boscia, Jimmy Carl Black, Sammy Whiteside, Harold Kelling, Charlie Phillips, Bruce Hampton.

### Produktion
- Produzenten: Frank Zappa, Nick Venet
- Toningenieure: Joe, Rex, Pete, Jim, Bob, Gary, Dick Kunc
- Cover-Design: Cal Schenkel

## Titelliste
Alle Kompositionen stammen von Frank Zappa.

### Part One
1. The Way I See It, Barry (0:06)
2. Duodenum (1:32)
3. Oh No (2:03)
4. Bit of Nostalgia (1:35)
5. It’s from Kansas (0:30)
6. Bored Out 90 Over (0:31)
7. Almost Chinese (0:25)
8. Switching Girls (0:29)
9. Oh No Again (1:13)
10. At the Gas Station (2:41)
11. Another Pickup (0:54)
12. I Don’t Know If I Can Go Through This Again (3:49)

### Part Two
1. Very Distraughtening (1:33)
2. White Ugliness (2:22)
3. Amen (1:33)
4. Just One More Time (0:58)
5. A Vicious Circle (1:12)
6. King Kong (0:43)
7. Drums Are Too Noisy (0:58)
8. Kangaroos (0:57)
9. Envelops the Bath Tub (3:42)
10. Take Your Clothes Off (1:53)